# Alice Hoschedé

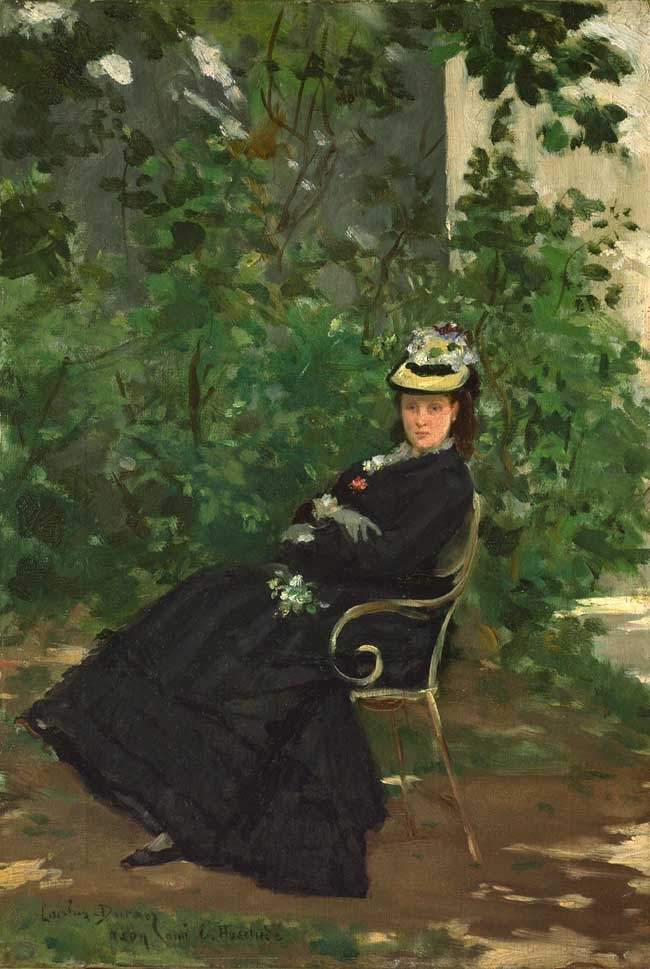
Carolus-Duran, Alice Hoschedé, segunda esposa de Claude Monet y madre de Blanche Hoschedé Monet, 1878

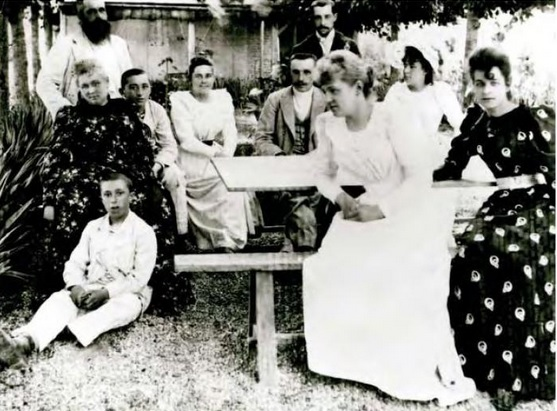
La familia Monet y Hoschedé, 1880 de izquierda a derecha: Claude Monet, Alice Hoschedé, Jean-Pierre Hoschedé, Jacques Hoschedé, Blanche Hoschedé Monet, Jean Monet, Michel Monet, Martha Hoschedé, Germaine Hoschedé, Suzanne Hoschedé.

Alice Raingo Hoschedé Monet (19 de febrero de 1844 – 19 de mayo de 1911) fue la esposa del marchante de arte y coleccionista Ernest Hoschedé y después del pintor impresionista Claude Monet.

## Vida
Nació bajo el nombre de Angélique Émilie Alice Raingo el 19 de febrero de 1844 en París hija de Denis Lucien Alphonse Raingo y su esposa Jeanne Coralie Boulade.

## Matrimonio con Ernest Hoschedé
Después de conocer a su futura nuera en 1863, la madre de Ernest Hoschedé escribió sobre Alice:
Esta joven mujer tiene ingenio, vasta inteligencia, confianza en sí misma y fuerza de voluntad. Sus conversaciones son sencillas, aunque encuentro su voz un poco ruidosa. Ella parece ser más delicada y hermosa que en su fotografía.
Sus hijos con Ernest Hoschedé fueron Blanche Hoschedé Monet (quien se casara con el hijo de Claude, Jean Monet), Germaine, Suzanne, Marthe, Jean-Pierre, y Jacques.

## Vida con Monet y Familia
En 1876, Hoschedé comisionó a Monet a pintar unos paneles decorativos para al Château de Rottembourg y varios paisajes. Podría haber sido durante esta visita que Monet comenzó su relación con Alice Hoschedé y su hijo más pequeño, Jean-Pierre, pudo ser en realidad vástago de Monet.
Ernest Hoschedé se declaró en bancarrota en 1877. Ernest y Alice se mudaron a una casa en Vétheuil con Monet, Camille la esposa de Monet, y los dos hijos de Monet, Jean y Michel. Ernest trabajó durante periodos de tiempo más grandes en París. Después se mudó a París y trabajó para el periódico Le Voltaire.

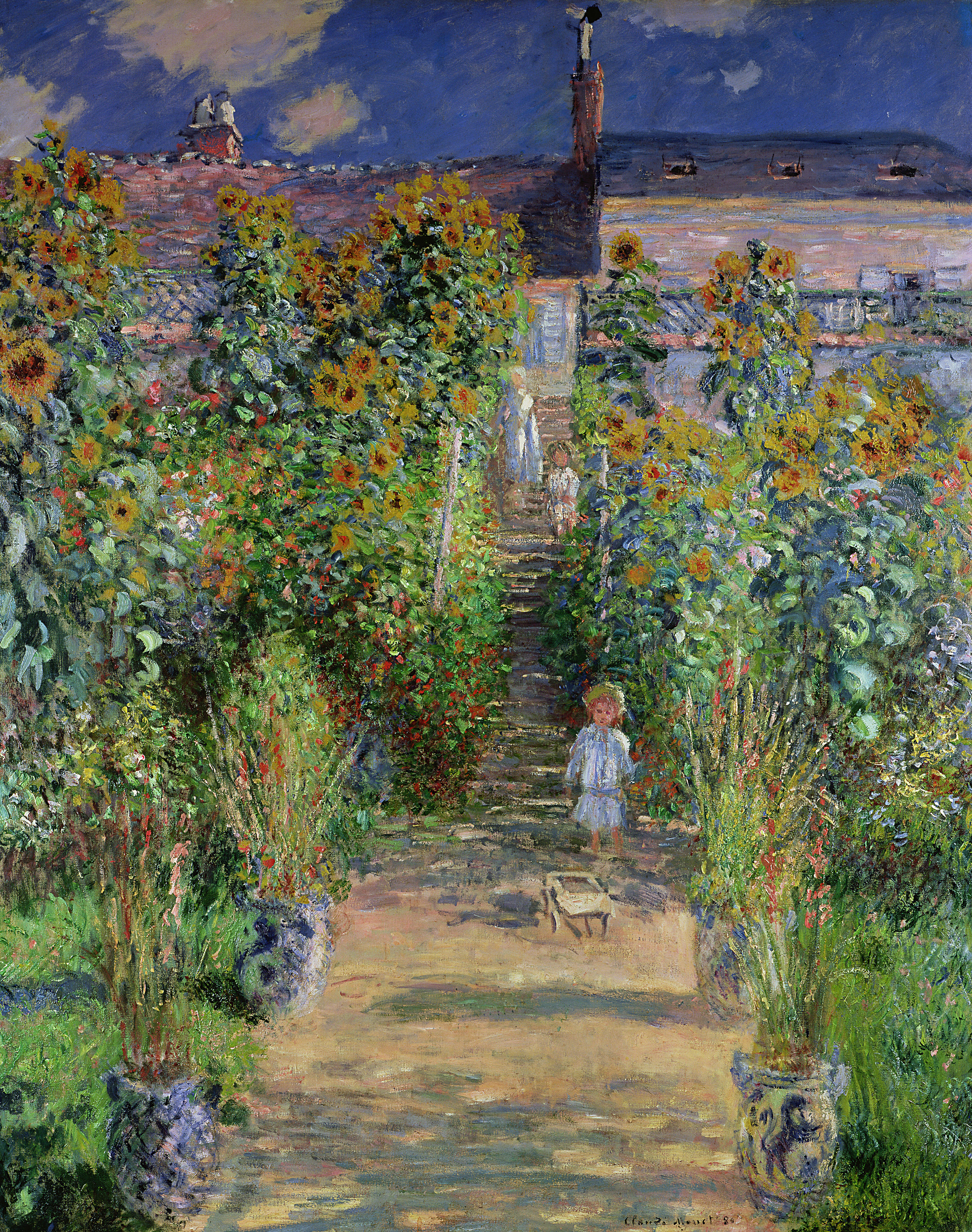
Claude Monet, Jardín de Monet en Vétheuil, 1880, Michel Monet y Jean-Pierre Hoschedé

En algunas ocasiones Ernest Hoschedé regresaba a visitar a su esposa e hijos en las ostentosas propiedades de Monet en Vetheuil, Poissy y Giverny. Durante este tiempo Monet dejaba momentáneamente las propiedades. La separación de Alice, sin embargo, dejaba a Monet muy angustiado, sufría de pesadillas y regularmente abandonaba la pintura.

La última estancia de Monet en Etretat coincide con la presencia de Ernest Hoschedé en la celebración del cumpleaños de su esposa en Giverny. Monet es "aniquilado" por su desarrollo artístico, y aunque reconoce que sería mejor no enviar a Ernest Hoschedé una inhóspita cuenta, él no podía informarle a ella su dolor. Acompañado de estos pensamientos obsesivos sobre ella, Monet también reclamaba tener varias quejas de "nuestros pequeños, y adorados". La referencia es para Michele el hijo de Camille Monet (nacido en 1878) y Jean-Pierre, el hijo de Alice Hoschedé (nacido en 1877); esto podría implicar que Monet es el padre de ambos.
Steven Z. Levine

Antes de que las familias Monet y Hoschedé se mudaran a Poissy, Ernest Hoschedé rechazó compartir la manutención de Alice y los niños. En 1886 reapareció y demandó que su esposa e hijos regresaran con él a París, sin embargo Alice permaneció con Monet.

## Relación con Claude Monet

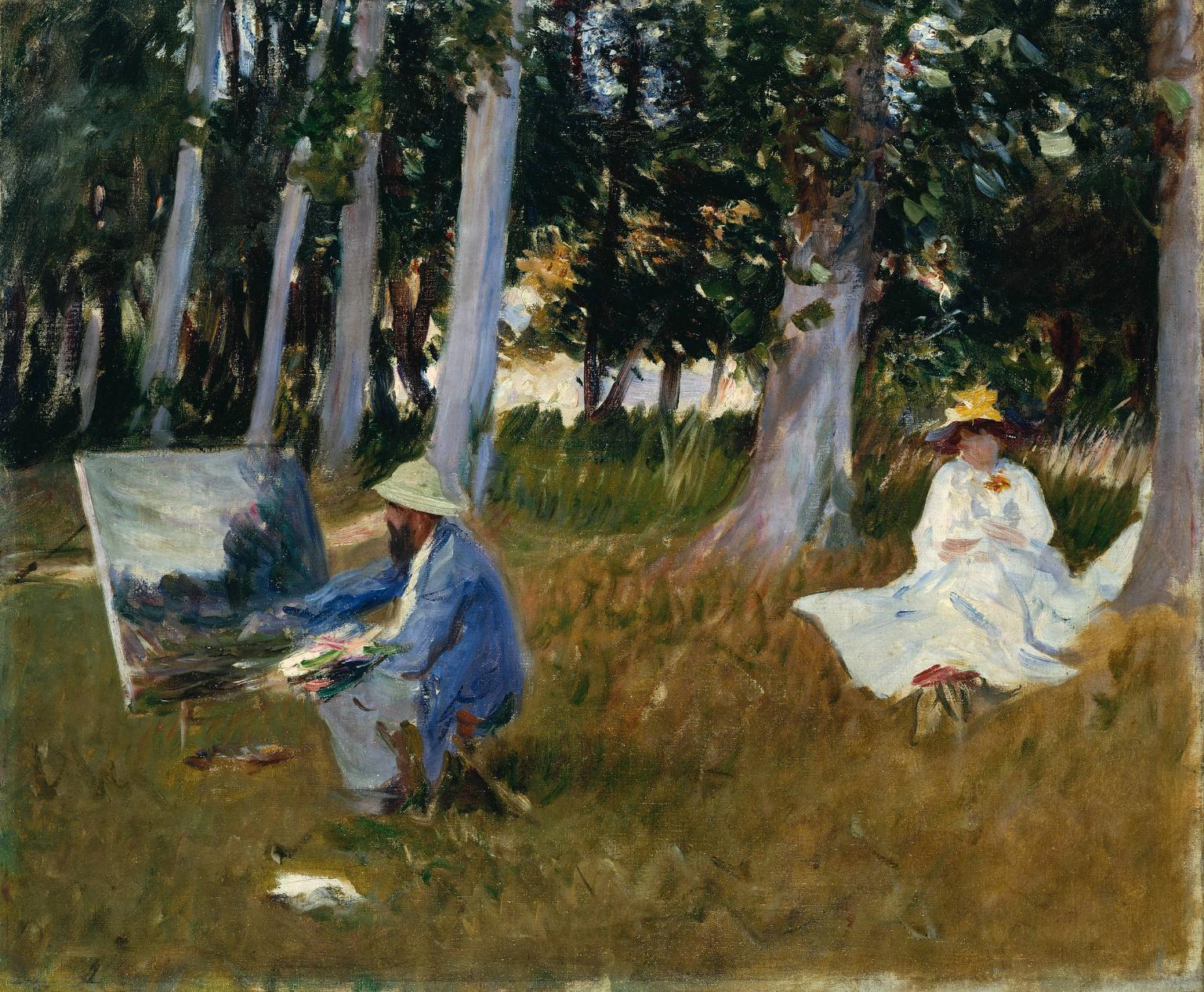
John Singer Sargent, Claude Monet pintando en la linde de un bosque, 1885

Tras la muerte de Camille Monet en 1879, Monet y Alice (junto con los niños de las dos familias) siguieron viviendo juntos en Poissy y más tarde en Giverny. Continuó casada con Ernest Hoschedé y viviendo con Claude Monet, con lo que el periódico Le Gaulois en París declaró, en 1880, que ella era la "esposa de consolación" de Monet.
Ernest Hoschedé murió en 1891 y Alice aceptó casarse con Monet en 1892.

Madame Hoschedé venía de una familia de clase media alta, y a pesar del carácter irregular de la relación con Monet (hasta su matrimonio en 1892) trajo a su casa un elemento de sencillez que la gente del pueblo aceptaría mejor que si trajera el casual, vago y escandaloso aire de propietario "artístico"... Con autoridad afectiva supervisó no solo la educación de sus seis hijos, sino también se hizo cargo de los dos de Monet.
Monet's Years at Giverny: Beyond Impressionism, Metropolitan Museum of Art

Alice murió en 1911.

## Pinturas de Alice
Algunas de las pinturas de Alice Hoschedé Monet son:
- Claude Monet, Desayuno bajo la carpa, Giverny, 1888.
- John Singer Sargent, Mme Hoschedé y su hijo en el jardín de Monet, Giverny.
- John Singer Sargent, Claude Monet pintando.